# Nikolaï Kobelkoff
Nikolaï Vassilievitch Kobelkoff (en russe : Николай Васильевич Кобельков), né à Troïtsk (Sibérie, Empire russe) le 22 juillet 1851 et mort à Vienne (Autriche) le 19 janvier 1933, est un forain russe puis autrichien, connu pour être né sans jambes et sans bras. 

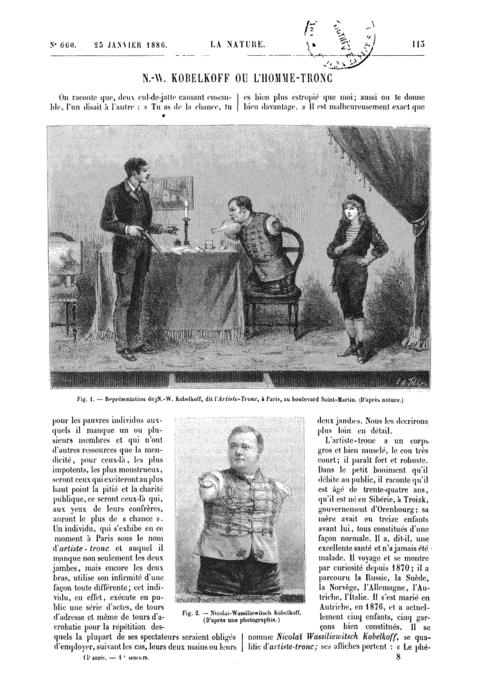
La Nature n°'660 - 23 janvier 1886.

De tous ses membres, Nikolaï Kobelkoff n'avait qu'un moignon qu'il utilisa avec dextérité et se montra comme attraction foraine ou auprès de l'aristocratie. Il était surnommé le « torse vivant ». Un film muet datant de 1900, Kobelkoff, le torse humain, le montre en train de faire des tours, de soulever des haltères, de tirer au pistolet ou de remonter une montre. Il parlait plusieurs langues et il fut dirigeant d'un cinéma, ce qui lui permit de faire fortune. Il fut propriétaire de nombreux manèges d'un parc d'attractions à Vienne. Il se maria à Budapest avec Anna Wilfert en 1876 et donna à sa femme onze enfants, tous dépourvus de handicap. Il mourut en janvier 1933 à son domicile de Vienne, où il est enterré. Ses effets de spectacle sont conservés au Wienner Circus & Clownmuseum à Vienne.